# ان‌جی‌سی ۱۴۰
ان‌جی‌سی ۱۴۰ (به انگلیسی: NGC 140) یک کهکشان مارپیچی با قدر ظاهری ۱۴٫۲ است که در صورت فلکی زن برزنجیر قرار دارد.